# The Reluctant Traveler
The Reluctant Traveler är ett reseprogram från 2023 som hade premiär på Apple TV+ den 24 februari 2023. Första säsongen består av åtta avsnitt. Programledare och värd för serien är Eugene Levy.

## Handling
Serien handlar om den motvillige resenären Eugene Levys resor runt om i världen. Han besöker i serien Costa Rica, Finland, Italien, Japan, Maldiverna, Portugal, Sydafrika och USA där han upptäcker uppseendeväckande hotell och platser samt kulturer i omgivningarna.